# Аязбаев, Нурлыбек Куанышкерейулы
Нурлыбек Куанышкерейулы Аязбаев (каз. Нұрлыбек Қуанышкерейұлы Аязбаев; род. 24 января 1991, Ералиевский район, Мангистауская область) — казахстанский футболист, вратарь клуба «Каспий».

## Карьера
Воспитанник мангистауского футбола. Футбольную карьеру начал в 2009 году в составе клуба «Каспий».
В начале 2018 года подписал контракт с казахстанским клубом «Жетысу». 17 марта 2018 года в матче против клуба «Астана» дебютировал в казахстанской Премьер-лиге.
В начале 2019 года вернулся в родной клуб на полугодичную аренду до лета.
В начале 2020 года перешёл в «Каспий».

## Клубная статистика
| Игровая карьера | Игровая карьера | Игровая карьера | Лига | Лига | Кубок | Кубок | Межд. | Межд. | Др. | Др. |
| --------------- | --------------- | --------------- | ---- | ---- | ----- | ----- | ----- | ----- | --- | --- |
| 2009            | Каспий          | Б               | —    | —    | —     | —     | —     | —     | —   | —   |
| 2010            | Каспий          | Б               | 11   | -15  | —     | —     | —     | —     | —   | —   |
| 2011            | Каспий          | Б               | 9    | -13  | —     | —     | —     | —     | —   | —   |
| 2012            | Каспий          | Б               | 1    | -2   | —     | —     | —     | —     | —   | —   |
| 2013            | Каспий          | Б               | 3    | -2   | —     | —     | —     | —     | —   | —   |
| 2014            | Каспий          | Б               | 20   | -18  | —     | —     | —     | —     | —   | —   |
| 2015            | Каспий          | Б               | 13   | -8   | 1     | -1    | —     | —     | —   | —   |
| 2016            | Каспий          | Б               | 19   | -17  | 3     | -3    | —     | —     | —   | —   |
| 2017            | Каспий          | Б               | 17   | -21  | 1     | -0    | —     | —     | —   | —   |
| 2018            | Жетысу          | А               | 5    | -9   | 1     | -1    | —     | —     | —   | —   |
| 2018            | Жетысу Б        | Б               | 4    | -3   | —     | —     | —     | —     | —   | —   |
| 2019            | Каспий          | Б               | 10   | -8   | 3     | -1    | —     | —     | —   | —   |
| 2019            | Жетысу          | А               | 2    | -2   | —     | —     | —     | —     | —   | —   |
| 2019            | Жетысу Б        | Б               | 6    | -2   | —     | —     | —     | —     | —   | —   |
| 2020            | Каспий          | А               | 1    | -0   | —     | —     | —     | —     | —   | —   |
| 2021            | Каспий          | А               | 3    | -3   | 7     | -4    | —     | —     | —   | —   |
| 2022            | Каспий          | А               | —    | —    | —     | —     | —     | —     | —   | —   |